# Maximilienne Ngo Mbe
Maximilienne Chantal Ngo Mbe är en människorättsaktivist från Kamerun.
Ngo Mbe arbetar med frågor som rör mänskliga rättigheter, politisk frihet och yttrandefrihet. Hon arbetar för att stötta utsatta grupper såsom LGBTQI+ och fångar och genom sitt arbete i REDHAC. Organisationen är en koalition mellan åtta olika länder i centrala Afrika.
Ngo Mbe har också uppmärksammat omvärlden om övergrepp som skett i konflikter i hemlandet Kamerun och ställt krav på åtal för dem som varit ansvariga.
2021 tilldelades Ngo Mbe International Women of Courage Award.